# Rhymney River
Rhymney River är ett vattendrag i Storbritannien.   Det ligger i riksdelen Wales, i den södra delen av landet, 210 km väster om huvudstaden London.